# ГЕС Fort Randall
ГЕС Fort Randall – гідроелектростанція у штаті Південна Дакота (Сполучені Штати Америки). Знаходячись між ГЕС Біг-Бенд та ГЕС Gavins Point, входить до складу каскаду на річці Міссурі, найбільшій правій притоці Міссісіпі (басейн Мексиканської затоки). 
В межах проекту річку перекрили греблею висотою 50 метрів та довжиною 3260 метрів. Виконана переважно як земляна споруда, вона також включає бетонну ділянку водоскидів довжиною близько 300 метрів та потребувала 21,4 млн м3 ґрунту і 380 тис. м3 бетону. Під час будівництва залучили спеціально замовлений земснаряд Western Chief потужністю 8,2 МВт, доправлений з заводу у Флориді розібраним на 21 частину. Гребля утримує витягнуте по долині Міссурі на 172 км водосховище Френціс-Кейс з площею поверхні 413 км2 та об'ємом 7 млрд м3. 
Зі сховища проклали дванадцять тунелів довжиною по 0,3 км, вісім з яких мають діаметр 8,5 метра та призначені для живлення гідроагрегатів, а чотири з діаметром по 6,7 метра виконують функцію нижнього водоскиду. Кожен з енергетичних тунелів також сполучений з вирівнювальним резервуаром баштового типу.
Основне обладнання станції становлять вісім турбіни типу Френсіс, які працюють при напорі від 23 до 44 метрів (номінальний напір 112 метрів).